# Amazophrynella bokermanni
Espèce
Synonymes
- Dendrophryniscus bokermanni Izecksohn, 1994

Statut de conservation UICN

 LC  : Préoccupation mineure
Amazophrynella bokermanni est une espèce d'amphibiens de la famille des Bufonidae.

## Répartition
Cette espèce est endémique d'Amazonas au Brésil. Elle se rencontre à proximité de Parintins.

## Étymologie
Cette espèce est nommée en l'honneur de Werner Carl August Bokermann.

## Publication originale
- Izecksohn, 1994 "1993" : New species of Dendrophryniscus from Amazonic region (Amphibia, Anura, Bufonidae). Revista Brasileira de Zoologia, vol. 10, no 3, p. 407-412 (texte intégral).